# Bruce Grobbelaar
Bruce Grobbelaar, född 6 oktober 1957 i Durban, Sydafrika, är en rhodesiansk före detta fotbollsmålvakt och sedermera tränare.
Grobbelaar var målvakt och spelade i Liverpool mellan 1981 och 1994. Han föddes i Sydafrika men representerade Zimbabwe på landslagsnivå. 
Grobbelaar var under sina bästa stunder en mycket kompetent målvakt men var ganska ojämn. Trots detta tillbringade han hela 13 år som förstamålvakt i Liverpool och det måste ses som ett tecken på hans storhet. Under sin tid i klubben lyckades han vinna ligan sex gånger, Europacupen en gång, FA-cupen tre gånger och den engelska ligacupen tre gånger.

## Europacupfinalen 1984
Grobbelaar är kanske mest känd för sina "wobbly legs" i staffläggningen mot Roma i finalen av Europacupen (som idag heter Champions League) 1984. Finalen spelades i Rom och efter full tid och förlängning var matchen fortfarande oavgjord. Vid italienarnas sista straff i straffläggningen psykade Grobbelaar Francesco Graziani genom att skaka på benen (för att påvisa hur nervös Graziani var) så till den grad att italienaren missade straffen och Liverpool vann den eftertraktade titeln. I Champions League-finalen 2005 gick matchen mellan Liverpool och Milan till straffar och Liverpools målvakt Jerzy Dudek blev stor hjälte genom att efterlikna Grobbelaars rörelser och Liverpool vann. Dudek avslöjade efter matchen att Jamie Carragher kommit fram till honom innan straffläggningen och sagt åt honom att komma ihåg vad Grobbelaar gjorde 1984 och vad det hade fört med sig.

## Meriter
Liverpool
- Premier League: 1982, 1983, 1984, 1986, 1988, 1990
- FA-cupen: 1986, 1989, 1992
- Engelska Ligacupen: 1982, 1983, 1984
- FA Charity Shield: 1986, 1988, 1989, 1990
- Europacupen: 1984